# VfL Frohnlach
Der VfL Frohnlach ist ein Sportverein aus Frohnlach (Gemeinde Ebersdorf bei Coburg), der die Sportart Fußball anbietet.

## Geschichte
1919 als SC Arminia Frohnlach gegründet, nahm der Verein nach der Fusion mit dem Turnverein Frohnlach 1925 erstmals den Namen Verein für Leibesübungen 1919 e. V. Frohnlach an. Zeitweise wurden auch Faustball, Turnen und Radsport betrieben. Als Mitglied des Arbeiter-Turn- und Sportbundes wurde der VfL 1933 von den Nationalsozialisten verboten, bis 1945 gab es erneut einen TV Frohnlach. Bei der Wiedergründung Ende 1945 lautete der Name zunächst Allgemeine Sportvereinigung Frohnlach, 1948 kehrte man zur heutigen Bezeichnung zurück. Die Fußballmannschaft spielte in den Kreisklassen des Kreises Coburg, bis Mitte der 1970er Jahre der ortsansässige Polstermöbelfabrikant Willi Schillig das Präsidentenamt übernahm, der sich bis zu seinem Tod 2013 auch als wichtigster Sponsor betätigte. Drei Aufstiege in Folge von 1978 bis 1980 brachten den Club in die Bayernliga, damals höchste Amateurspielklasse, 1979 gelang zum bisher einzigen Mal die Qualifikation für die Hauptrunde im DFB-Pokal. Der VfL gehörte der Bayernliga in den Jahren 1980–90, 1992/93, 1994–99, 2004–07, 2008–10 und 2011–12 2013–17 an. In der Saison 2012/13 spielte Frohnlach für ein Jahr in der Regionalliga Bayern.
Nach dem Rückzug des Hauptsponsors zog sich der Klub 2021 aus der Landesliga zurück und startete einen Neuanfang in der B-Klasse.

## Spielstätte
Auf dem Sportgelände „Am Wirtsteich“ trägt der Verein seit dem 28. Juni 1958 seine Heimspiele aus. Es liegt etwa einen Kilometer außerhalb der Ortschaft südlich der B 303. An gleicher Stelle wurde 1980 das Waldstadion eingeweiht, ein typisches Amateur-Fußballstadion mit überdachter Tribüne an einer Längsseite; gleich beim Eröffnungsspiel gegen den 1. FC Nürnberg war es mit 5000 Besuchern ausverkauft. Inzwischen diente es auch als Austragungsort von zwei Länderspielen der deutschen Junioren-Nationalmannschaften der Frauen U20 bzw. U21. Zusätzlich verfügt der Verein über einen zweiten Rasenplatz sowie über einen Hartplatz. Alle drei Plätze verfügen über Flutlichtanlagen.
Zur Saison 2006/07 wurde das Waldstadion in Willi-Schillig-Stadion umbenannt.

## Bekannte ehemalige Spieler
- Oliver Kröner
- Harald Spörl
- Karl Werner
- Ambros Gagel
- Dieter Kurth
- Michael Fonfara
- Markus Grasser
- Bernd Eigner
- Karl-Heinz Zapf
- Karl-Heinz Wohland